# Organki (broń)

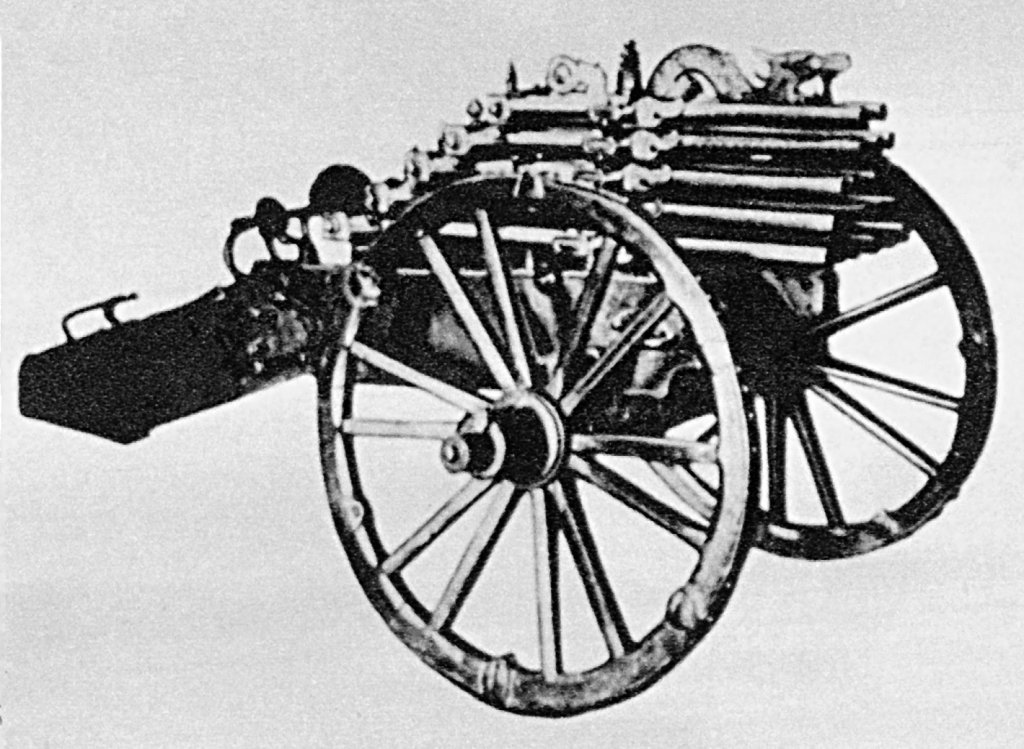
XVII-wieczne organki na lekkiej lawecie armatniej

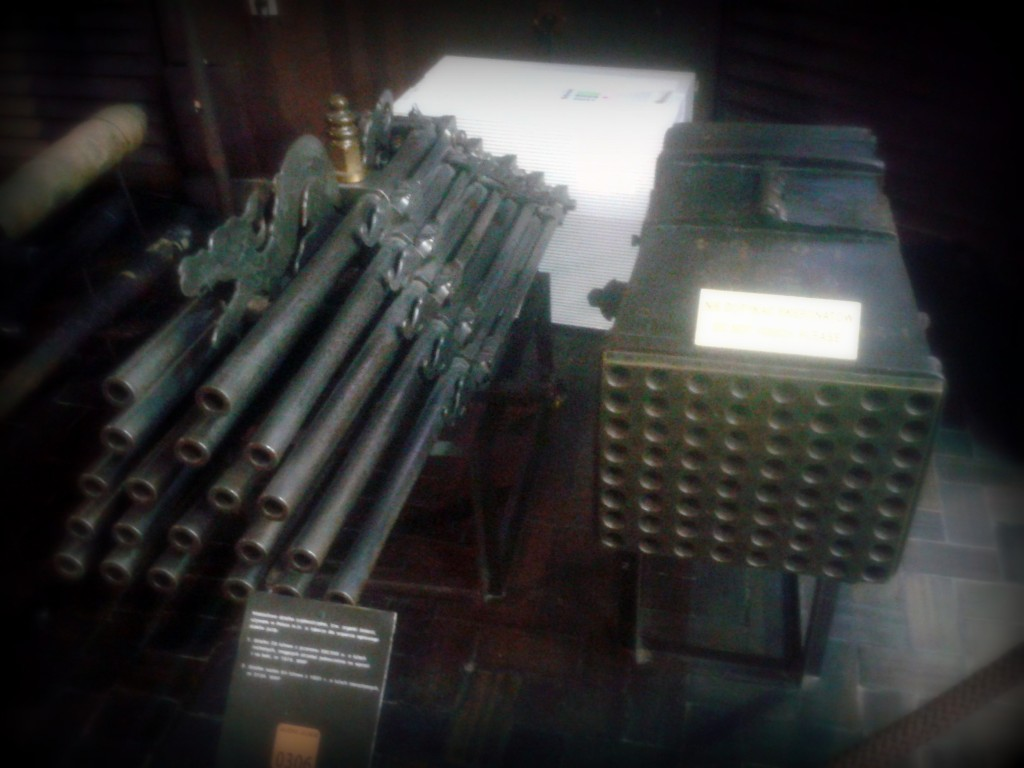
Organki (zespoły luf) ze zbiorów Muzeum Wojska Polskiego w Warszawie

Organki (piekielna machina, organki śmierci, śmigownica, soroka) – wielolufowa broń palna używana w XVI– XVII wieku, będąca pierwowzorem broni wielostrzałowej. 
Składała się z wielu (od kilku-kilkunastu do 40) gładkościennych luf mniejszego kalibru zamontowanych równolegle na wspólnym łożu kołowym, a niekiedy na obrotowym bębnie wokół wału. Była ładowana odprzodowo, a strzelano z niej na ogół salwą, rzadziej ogniem ciągłym. Z luf osadzonych szeregowo ładunki odpalano kolejno rzędami, z bębnowych – obrotowo po kolei z każdej lufy.       
Organki wynaleziono w XVI wieku (choć m.in. ze źródeł ikonograficznych wiadomo, że w prymitywnej postaci znane były już w końcu XV stulecia) i używano przez cały wiek XVII. Zbyt duża masa tej broni przesądziła o wycofaniu jej z użycia do końca tego stulecia.
XIX-wiecznym rozwinięciem pomysłu wielolufowej broni strzeleckiej były kartaczownice (mitraliezy) konstruowane według projektów Gatlinga, Reffye, Nordenfelta i innych. Ładowane odtylcowo nabojami zespolonymi, stanowiły udoskonaloną broń do masowego zwalczania siły żywej przeciwnika w okresie przed wynalezieniem i upowszechnieniem karabinu maszynowego przez Maxima.